# Alfred Montenuovo
Alfred 2. kníže Montenuovo (Alfred Adam Vilém Jan Maria 2. kníže z Montenuova / Alfred Adam Wilhelm Johann Maria 2. Fürst von Montenuovo; 16. září 1854 Vídeň – 6. září 1927 Vídeň) byl rakouský šlechtic a dvořan s blízkými příbuzenskými vztahy k rodině Habsburků. Po otci byl dědicem titulu knížete (1895) a na konci vlády Františka Josefa zastával funkci císařského nejvyššího hofmistra (1909–1917).

## Životopis

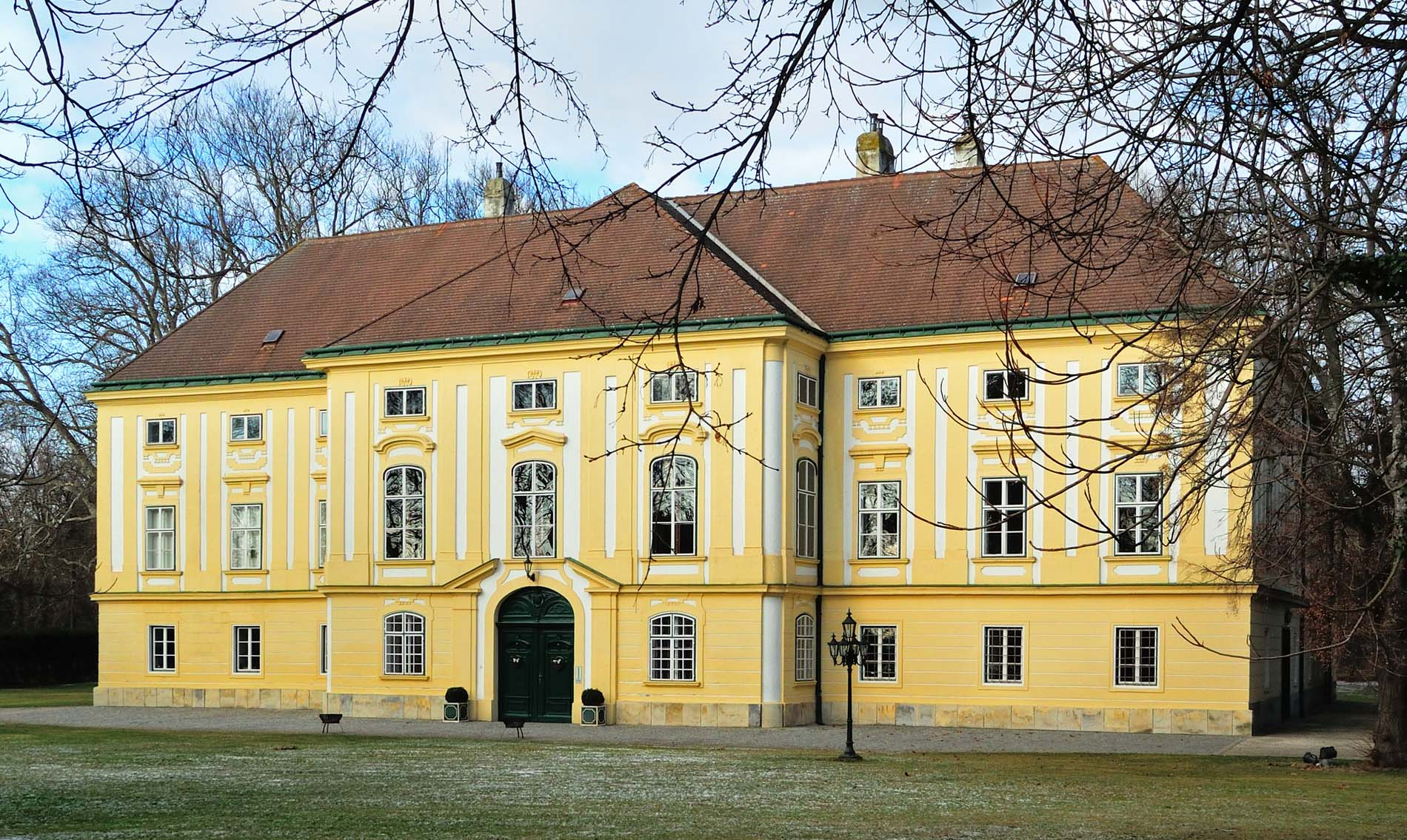
Zámek Margarethen am Moos (Dolní Rakousko)

Pocházel z německého šlechtického rodu Neippergů, který od roku 1864 užíval italskou podobu příjmení Montenuovo s knížecím titulem. Byl vnukem generála Adama Alberta Neipperga (1775–1829) a jeho druhé manželky, arcivévodkyně Marie Luisy (1791–1847), bývalé francouzské císařovny. Narodil se ve Vídni jako jediný syn rakousko-uherského generála knížete Viléma Albrechta Montenuova (1819–1895) a jeho manželky Juliany, rozené hraběnky Batthyány-Strattmann (1827–1871).

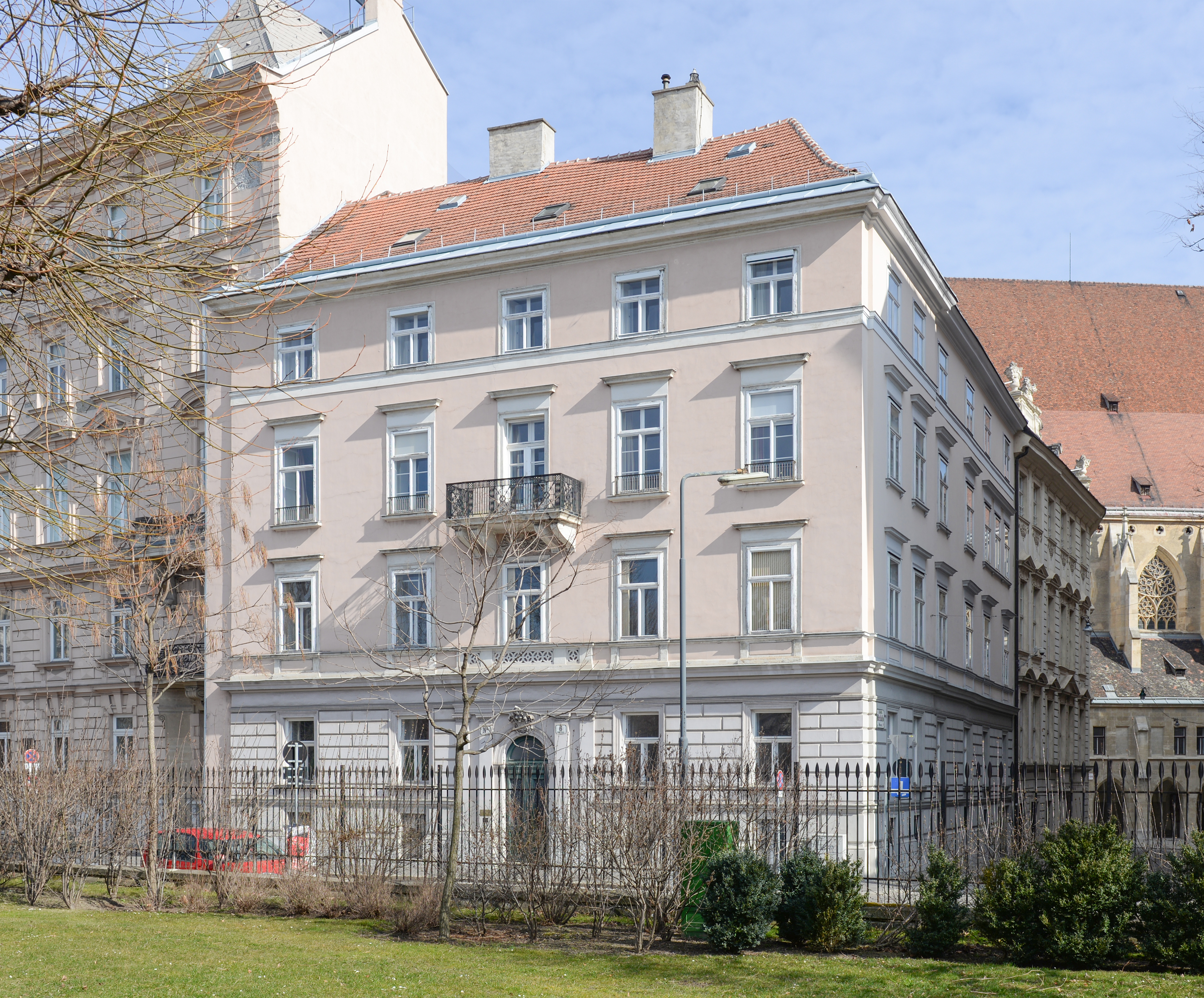
Palác Montenuovo ve Vídni

Alfred studoval soukromě, po maturitě na prestižním Skotském gymnáziu ve Vídni pokračoval ve studiích práv na univerzitách v Bonnu a Heidelbergu, která ale nedokončil. Po dosažení plnoletosti převzal správu statků zděděných po matce a od mládí se pohyboval v prostředí císařského dvora, kde dosáhl čestných hodností c. k. komořího (1881) a tajného rady (1896). V letech 1896–1897 byl nejvyšším hofmistrem arcivévody Otty, poté byl od roku 1898 po boku knížete Rudolfa z Lichtenštejna druhým nejvyšším hofmistrem. Nakonec byl po Lichtenštejnově úmrtí jmenován prvním císařským nejvyšším hofmistrem (1909–1917). Mezitím se stal také členem rakouské Panské sněmovny, kde získal doživotní (1899) a později i dědičné členství (1907). Ačkoli se z přísně genealogického hlediska sám nemohl pyšnit ukázkovým rodokmenem, ve vysokých úřadech byl striktním zastáncem starého dvorského ceremoniálu (tzv. španělská etiketa) a přísného dodržování hierarchie. V posledních letech života císaře Františka Josefa měl tak rozhodující podíl na izolaci starého mocnáře nejen vzhledem k širší veřejnosti, ale i k mladším generacím císařské rodiny. To se projevilo především v nepřátelském vztahu vůči následníkovi trůnu Františku Ferdinandovi. Z titulu své funkce byl Montenuovo organizátorem následníkova prohlášení o rezignaci na dědické nároky pro potomstvo (tzv. renunciace, 1900) těsně před jeho sňatkem s hraběnkou Žofií Chotkovou Svůj poměr k následníkovi trůnu a jeho manželce dal Montenuovo najevo později především organizací pohřbu po atentátu v Sarajevu. Po úmrtí císaře Františka Josefa v listopadu 1916 setrval Montenuovo formálně ještě několik měsíců ve funkci nejvyššího hofmistra, vystřídán byl až v únoru 1917. Po zániku monarchie žil v soukromí, pobýval střídavě na svých statcích a ve Vídni. Zemřel na následky infarktu v září 1927 ve věku nedožitých 73 let ve svém paláci ve Vídni, pohřben byl na panství Bóly v Maďarsku.

## Majetek
Ještě jako nezletilý zdědil po matce v roce 1871 velkostatek Margarethen am Moos v Dolním Rakousku nedaleko od Vídně. Díky matce byl také významným pozemkovým vlastníkem v Uhrách, kde mu ve třech župách patřilo přes 13 000 hektarů půdy na několika velkostatcích. Zde byl majitelem zámku ve městě Németbóly poblíž Pécse. Další dědictví v Horním Rakousku (Peuerbach, Schmiding) prodal v letech 1881–1882. Letním sídlem byl zámek v Margarethen am Moos, jinak rodina pobývala ve vídeňském paláci v ulici Löwelstrasse č. p. 6.

## Rodina

Knížecí erb rodu Montenuovo

V roce 1879 se ve Vídni oženil s hraběnkou Františkou Marií Stefanií Kinskou z Vchynic a Tetova (1861-1935), dcerou knížete Ferdinanda Bonaventury Kinského. Františka jako Alfredova manželka užívala titul princezny, od roku 1895 kněžny Montenuovo. Mezitím se stala c. k. palácovou dámou a dámou Řádu hvězdového kříže, v roce 1905 obdržela Alžbětin řád I. třídy. Za první světové války se také angažovala ve vedení rakouského Červeného kříže. Z jejich manželství se narodily čtyři děti:
- 1. Juliana Rosa Františka (1880 – 1961), c. k. palácová dáma, dáma Řádu hvězdového kříže, I. ⚭ Dionýs Maria (Dénes) hrabě Drašković z Trakošćanu (1875 – 1909), c. k. komoří, nadporučík, dědičný člen uherské Sněmovny magnátů, II. ⚭ 1914 Karel Bedřich kníže z Oettingen-Wallersteinu (1877 –1941), dědičný člen horní komory parlamentu v Bavorsku a Württembersku, majitel velkostatků Hluboš a Zbraslav
- 2. Marie (1881 – 1954), dáma Řádu hvězdového kříže, ⚭ 1909 František Maria hrabě Ledebour-Wicheln (1877 – 1954), c. k. komoří, major
- 3. Ferdinand Bonaventura František Alfred 3. kníže Montenuovo (1888 – 1951), ⚭ 1927 Ilona baronka Solymossyová (1895 – 1988)
- 4. Františka de Paula Marie Luisa (1893 – 1972), ⚭ 1918 Leopold Vilibald Maria princ z Lobkowicz (1888 – 1933), c. k. komoří, nadporučík, majitel velkostatků Dolní Beřkovice a Vintířov

Prostřednictvím své manželky získal příbuzenské vazby na významné představitelé vysoké šlechty v Čechách, jeho švagry byli kníže Karel a hrabě Ferdinand Kinští, kníže František Josef z Auerspergu nebo rakousko-uherský ministr zahraničí hrabě Otakar Černín.

## Řády a vyznamenání

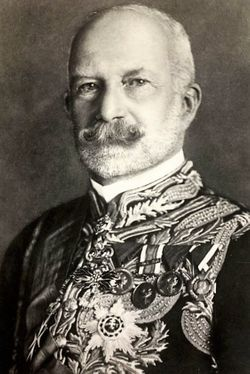
Kníže Alfred Montenuovo

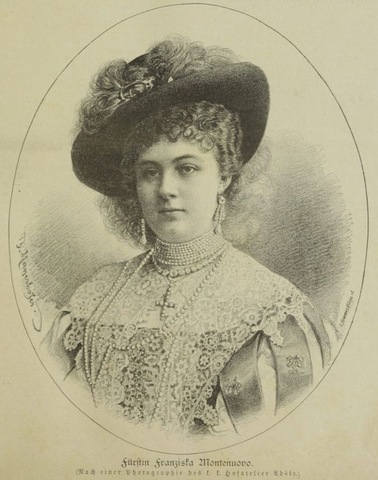
Alfredova manželka kněžna Františka Montenuovo, rozená Kinská (1861 1935)

Vzhledem ke svému vysokému postavení u císařského dvora obdržel řadu vyznamenání v Rakousku-Uhersku i od zahraničních panovníků.

### Rakousko-Uhersko
- velkokříž Královského uherského řádu svatého Štěpána (1908)[17]
- Řád zlatého rouna (1900)[18]
- Řád železné koruny I. třídy (1897)[19]

### Zahraničí
- rytířský kříž Řádu svatého Alexandra Něvského (Rusko)
- rytířský kříž Řádu sv. Vladimíra (Rusko)
- Řád svaté Anny (Rusko)
- velkokříž Viktoriina řádu (Spojené království)
- Řád černé orlice s brilianty (Německo)
- velkokříž Řádu červené orlice (Německo)
- Řád pruské koruny I. třídy (Německo)
- Řád lva a slunce I. třídy s brilianty (Persie)
- Řád vycházejícího slunce I. třídy (Japonsko)
- Řád posvátného pokladu (Japonsko)
- velkokříž Danebrožského řádu (Dánsko)
- velkokříž Řádu Karla III. (Španělsko)
- velkokříž Řádu sv. Olafa (Norsko)
- velkokříž Řádu Leopolda (Belgie)
- rytířský kříž Řádu meče (Švédsko)
- velkokříž Řádu Spasitele (Řecko)
- velkokříž Řádu sv. Alexandra (Bulharsko)
- velkokříž Řádu rumunské hvězdy (Rumunsko)
- Záslužný řád bavorské koruny (Bavorsko)
- Řád sv. Michaela (Bavorsko)
- Řád svatého Huberta (Bavorsko)
- velkokříž Řádu Albrechtova (Sasko)
- velkokříž Řádu bílého sokola (Sasko)
- Vévodský sasko-ernestinský domácí řád (Sasko)
- Domácí řád věrnosti (Bádensko)
- Řád knížete Danila I. (Černá Hora)
- velkokříž Řádu württemberské koruny (Württembersko)
- Domácí řád vendické koruny (Meklenbursko)
- Domácí a záslužný řád vévody Petra Fridricha Ludvíka (Oldenbursko)
- Domácí řád Albrechta Medvěda (Anhaltsko)
- velkodůstojník Řádu siamské koruny (Siam)
- Řád Pia IX. (Papežský stát)
- velkokříž Řádu svatého Josefa (Toskánsko)